# スローなブギにしてくれ
「スローなブギにしてくれ」は、片岡義男の短編青春小説。オートバイに乗る高校生の少年と、猫を溺愛する家出少女の出会いと不器用な同棲生活を描いた作者の代表作のひとつである。『野性時代』（角川書店）1975年8月号にて発表され、第2回野性時代新人文学賞を受賞、第74回直木賞候補作となった。1976年3月に角川書店から本作を含む同名の短編小説集が刊行された。
本作品を原作とした同名の映画と、その主題歌として南佳孝による楽曲「スローなブギにしてくれ (I want you)」も作られた。

## あらすじ
以下、物語最後までのネタバレを含む
夕暮の第三京浜をオートバイで走っていた少年は、白いムスタングから放り出された子猫と少女を拾い、そのままアパートで同居を始める。しかし少女の猫好きは常軌を逸しており、腹に据えかねた少年はドライブの最中に15匹の猫を次々と車窓から投げ捨て、少女を遠くの駅前に置き去りにしてしまう。その夜、少年はヤケ酒をあおり大荒れするが、少女は3日後に帰ってきてヨリを戻す。少女のアルバイト先でもある行きつけのバーのマスターから復縁祝いの曲を贈ると言われ、少年はスローなブギをリクエストする。

## 書誌情報
1979年6月に角川文庫版が刊行された。その後、絶版となったが、2001年7月に加筆・修正を加え、再編集した同名の短編集が角川文庫より再発された。
- スローなブギにしてくれ（1976年2月23日、角川書店、ISBN 978-4-04-872159-2）
- スローなブギにしてくれ（1979年6月、角川文庫、ISBN 978-4-04-137104-6）
- 片岡義男 31 stories 1（1987年1月、晶文社、ISBN 978-4-7949-5930-0）
- スローなブギにしてくれ（2001年7月25日、角川文庫、ISBN 978-4-04-137191-6）

## 映画
1981年3月7日公開。東映と角川春樹事務所による製作で、東映洋画が配給した。浅野温子の初主演作で、その小悪魔的な演技が話題となった。
脚本は「スローなブギにしてくれ」をベースに、「ひどい雨が降ってきた」「俺を起こして、さよならと言った」の2作品（いずれも片岡の小説）を織り交ぜ、さらにオリジナルエピソードや後日譚を付け加えたものとなっている。主なロケ地は神奈川県大和市と東京都福生市周辺。原作とは異なり、主人公の男性はアルバイトで生計を立てる年上の社会人として設定されている。
『映画情報』1981年8月号には「松竹が『上海バンスキング』を1981年初めに松坂慶子主演・藤田敏八監督でやろうとしたが、製作が難航している間に、企画としては先に挙がっていた『スローなブギにしてくれ』に藤田監督を取られた」と書かれている。
映画の撮影に先立ち「映画出演仔猫オーディション」が行われた。1980年10月19日に書類審査を通過した164匹の仔猫が銀座東映本社に集められ、その中から最終的に12匹の出演仔猫が選ばれた。この時の審査員は藤田敏八（監督）、浅野温子（主演）、江戸家猫八、助監督の4人。
当初は1980年7月にクランクインを予定していたが、最初に脚本を書いていた小林竜雄の遅れで、途中から内田栄一に脚本が交代し、脚本を直した。映画は夏の始まりから晩夏にかけての話だが、脚本遅れによりクランクイン予定が3ヵ月遅れ、実際は晩秋から撮り始めた。藤田監督がドキュメンタリータッチを狙いたいという企図があって同録にこだわり、さらにオールロケにもこだわったため、現場は相当寒かったという。録音の紅谷愃一は「浅野温子は小生意気でしたよ（笑）」と述べている。
1981年1月4日の新聞紙上で「片岡義男ワールド」のシンボルマークのデザイン募集がプロ、アマ不問で一般公募された。最終的に選ばれたのはグラフィック・デザイナーの峰尾裕己のデザインで、その後「スローなブギにしてくれ」の映画宣伝や角川文庫の片岡作品のカバーデザインの一部として使用された。
作中に登場するスナック「クイーンエリザベス」は、角川春樹事務所が当時輸入販売していたスコッチウイスキーの銘柄である。
角川春樹によれば、公開初日でも空席が目立ったとされる。興行成績は辛うじて原価回収を達成した。角川は後年、映画が興行的に失敗し、作品も不出来だったと述べ、「浅野温子だけが光って、後は私には不本意な映画でした」という感想と共に、監督の藤田敏八とのコミュニケーション不足や、内田栄一の書いた脚本に原作者の片岡が納得していなかったことを挙げつつ、不出来さの最大の要因が、監督の藤田が出演者の山崎努に自己投影してしまい、青春映画でなく中年映画にしてしまったことだと断じている。その上で「私は原作からもっと軽やかで爽やかな映画を作りたかった」「プロデューサーだけだと作品に責任が持てない」「監督兼プロデューサーというのが一番いいなと思った」と、後に自身が、監督業に進出するきっかけの一つが本作だったと明かしている。

### あらすじ
夕暮の第三京浜をオートバイで走る青年は、白いムスタングから放り出された子猫と若い女を拾う。福生の旧米軍ハウスで男2人、女1人の奇妙な共同生活を送っているムスタングの男には、別居中の妻と子供がいた。ある日突然、同居男性が急死したことから、辛うじて保たれていた微妙なバランスが崩れていく。

### スタッフ
- 製作：角川春樹
- 監督：藤田敏八
- 原作：片岡義男
- 脚本：内田栄一
- 撮影：安藤庄平
- 音楽：南佳孝

### キャスト
- さち乃：浅野温子
- ゴロー：古尾谷雅人
- ムスタングの男：山﨑努
- 敬子：浅野裕子（あさの ひろこ）
- 由紀江：竹田かほり
- クイーンエリザベスのマスター：室田日出男
- さち乃の母春代：春川ますみ
- 花絵：赤座美代子
- 花絵とムスタングの男の娘マリ：小林綾子
- ハーレーの女：宮井えりな
- 弁護士：伊丹十三
- 飲み屋の主人：奥田瑛二 ※ノンクレジット
- クイーンエリザベスの常連：岸部一徳
- クイーンエリザベスの常連：鈴木ヒロミツ
- クイーンエリザベスの常連：きくち英一
- 作業服の男A：高橋三千綱
- 作業服の男B：和泉聖治
- 自転車に乗る男：角川春樹
- テレビカメラマン：林美雄
- 老父：浜村純
- 老母：滝奈保栄
- 刑事：石橋蓮司
- 牛どん屋の店長：鶴田忍
- 宮里輝男：原田芳雄

### 映像ソフト
- セルビデオが東映ビデオより、1985年10月21日に発売されている（カラー129分、KV-F021、14,800円）[7]。